# نادي بانغور
نادي بانغور هو نادي كرة قدم بريطاني أٌسس عام 1918.